# 刺藤子
刺藤子（学名：Sageretia melliana）为鼠李科雀梅藤属下的一个种。

## 扩展阅读
- 維基物種上的相關：刺藤子